# Inter gravissimas
Inter gravissimas je papeška bula, ki jo je napisal papež Gregor XIII. 24. februarja 1582.
S to bulo je bil formalno uveden gregorijanski koledar.